# Beurières
Beurières ist eine französische Gemeinde mit 310 Einwohnern (Stand 1. Januar 2022) im Département Puy-de-Dôme in der Region Auvergne-Rhône-Alpes (vor 2016 Auvergne). Sie gehört zum Arrondissement Ambert und zum Kanton Ambert (bis 2015 Arlanc).

## Geographie
Beurières liegt etwa 63 Kilometer südöstlich von Clermont-Ferrand und etwa 58 Kilometer westlich von Saint-Étienne im Regionalen Naturpark Livradois-Forez. Umgeben wird Beurières von den Nachbargemeinden Chaumont-le-Bourg im Norden, Saint-Just im Osten und Nordosten, Medeyrolles im Südosten sowie Arlanc im Süden und Westen.

## Bevölkerungsentwicklung
| Jahr                       | 1962 | 1968 | 1975 | 1982 | 1990 | 1999 | 2006 | 2013 |
| Einwohner                  | 431  | 342  | 328  | 287  | 336  | 344  | 314  | 307  |
| Quellen: Cassini und INSEE |      |      |      |      |      |      |      |      |

## Sehenswürdigkeiten
- Kirche Sainte-Marguerite, erbaut im 12. Jahrhundert, im 15. Jahrhundert umgebaut, 1898 wieder errichtet
- Kapelle Saint-Mary
- Kapelle von Montravel

## Weblinks

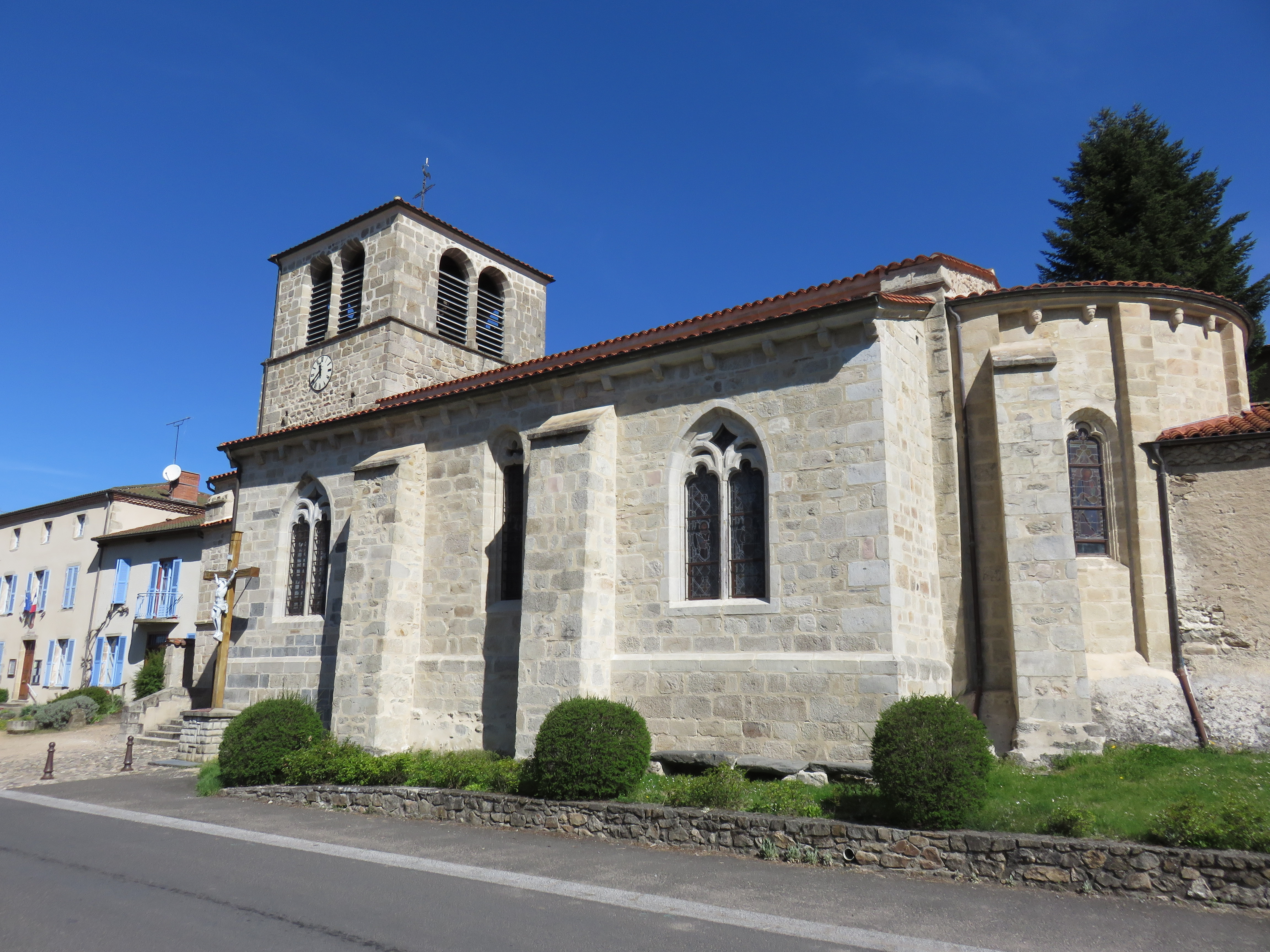
Kirche Sainte-Marguerite